# Кихара, Сэйдзи
Сэйдзи Кихара (яп. 木原 征治 Кихара Сэйдзи), 15 января 1941, Хиросима, Япония — 4 декабря 2018, там же) — японский хоккеист (хоккей на траве), нападающий.

## Биография
Сэйдзи Кихара родился 15 января 1941 года в японской префектуре Хиросима.
Учился в старшей школе Санъё в Хиросиме и университете Васэда, играл за их команды по хоккею на траве.
В 1960 году вошёл в состав сборной Японии по хоккею на траве на Олимпийских играх в Риме, занявшей 14-е место. Играл на позиции нападающего, провёл 4 матча, забил 3 мяча в ворота сборной Швейцарии.
В 1964 году вошёл в состав сборной Японии по хоккею на траве на Олимпийских играх в Токио, поделившей 7-8-е места. Играл на позиции нападающего, провёл 7 матчей, забил 1 мяч в ворота сборной ОГК.
После Олимпиады завершил игровую карьеру. Работал заместителем директора и директором Японской хоккейной ассоциации, помогал в подготовке нападающих сборной Японии.
Умер 4 декабря 2018 года в Хиросиме из-за рака прямой кишки.